# Palermo (Dacota do Norte)
Palermo é uma cidade localizada no estado norte-americano de Dacota do Norte, no Condado de Mountrail.

## Demografia
Segundo o censo norte-americano de 2000, a sua população era de 77 habitantes.
Em 2006, foi estimada uma população de 69, um decréscimo de 8 (-10.4%).

## Geografia
De acordo com o United States Census Bureau tem uma área de
5,7 km², dos quais 5,7 km² cobertos por terra e 0,0 km² cobertos por água. Palermo localiza-se a aproximadamente 673 m acima do nível do mar.

## Localidades na vizinhança
O diagrama seguinte representa as localidades num raio de 40 km ao redor de Palermo.